# Cephalocereus apicicephalium
Cephalocereus apicicephalium es una especie de planta suculenta perteneciente al género Cephalocereus, dentro de la familia Cactaceae. Es endémica de México, concretamente de los estado de Oaxaca y Chiapas. 

## Descripción

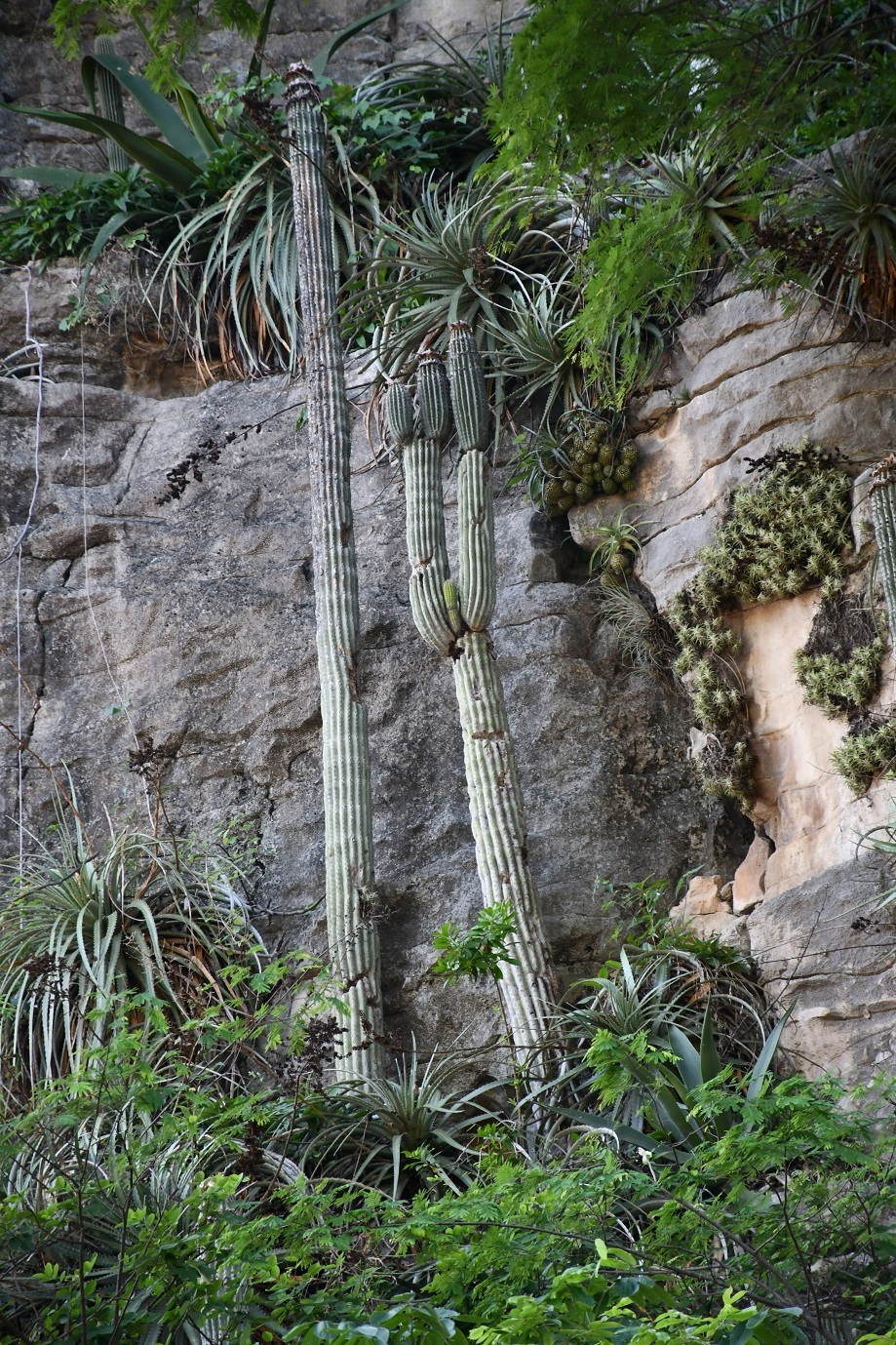
Porte de la planta

Cephalocereus apicicephalium es una especie de cactus columnar con tallos de color verde grisáceo ligeramente ramificados en la base o a veces por encima de ella. Alcanzan alturas de 1 a 3 m y diámetros de hasta 7 cm. 
Presentan de 22 a 25 costillas sobre las que se asientas las areolas. Éstas tienen de 1 a 4 espinas centrales dirigidas hacia abajo y expandidas basalmente, de color amarillo rojizo a negro y de 2 a 4 cm de largo. También se distinguen de 9 a 12 espinas marginales muy delgadas, de color gris a blanco y de 1,5 a 1,8 cm de largo. 
Las flores son estrechas, en forma de campana y de color rosa con un ligero tono amarillento. Miden entre 5 y 6 cm de largo y alcanzan hasta 3 cm de diámetro. El pericarpelo tiene pequeñas escamas triangulares blancas. Nacen en una estructura apical cubierta de lana llamada pseudocefalio, que forma anillos de pelo rizado de hasta 5 cm alrededor de los tallos a medida que estos crecen. El crecimiento de la temporada siguiente atraviesa los pseudocefalios terminales, que se mantienen como anillos lanosos durante varios años.

## Distribución y hábitat
El área de distribución nativa de esta especie es México (concretamente en los estado de Oaxaca y Chiapas) y crece principalmente en el bioma tropical estacionalmente seco.

## Taxonomía
Cephalocereus apicicephalium fue descrita por el botánico estadounidense Elmer Yale Dawson y publicada por priemra vez en la revista científica Allan Hancock Foundation Publications: Occasional Papers 1: 10 en 1948.
Etimología
- Cephalocereus: nombre genérico que deriva de la palabra griega kephalē (que significa 'cabeza', en alusión a la estructura lanosa llamada cefalio donde nacen sus flores), y la palabra latina cereus (que se traduce como 'vela' o 'cirio'), haciendo alusión a su forma alargada perfectamente recta. También puede hacer referencia al género Cereus, por lo que se traduciría como 'cereus con cabeza o cefalio'.[4]
- apicicephalium: epíteto específico que deriva de la palabra latina apex (que significa 'punta') y la palabra griega kephale (que significa 'cabeza'), haciendo referencia al cefalio formado en el ápice de los tallos.[5]

## Estado de conservación
En la Lista Roja de Especies Amenazadas de la UICN, la especie está clasificada como de “Preocupación Menor (LC)”.

## Usos
Se cultiva principalmente como planta ornamental y su propagación se realiza normalmente a través de esquejes o semillas.

## Galería

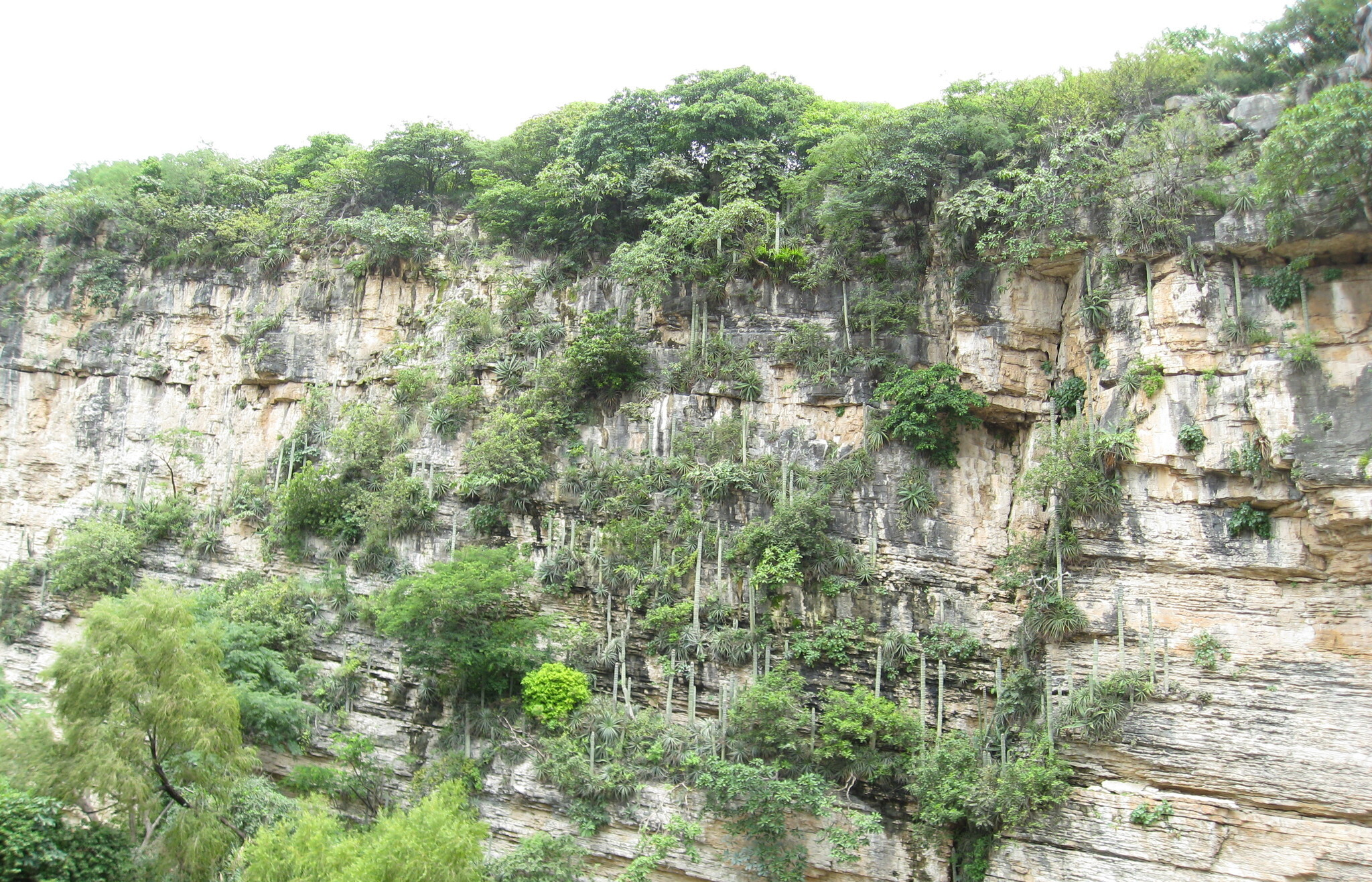
Planta creciendo en paredes verticales
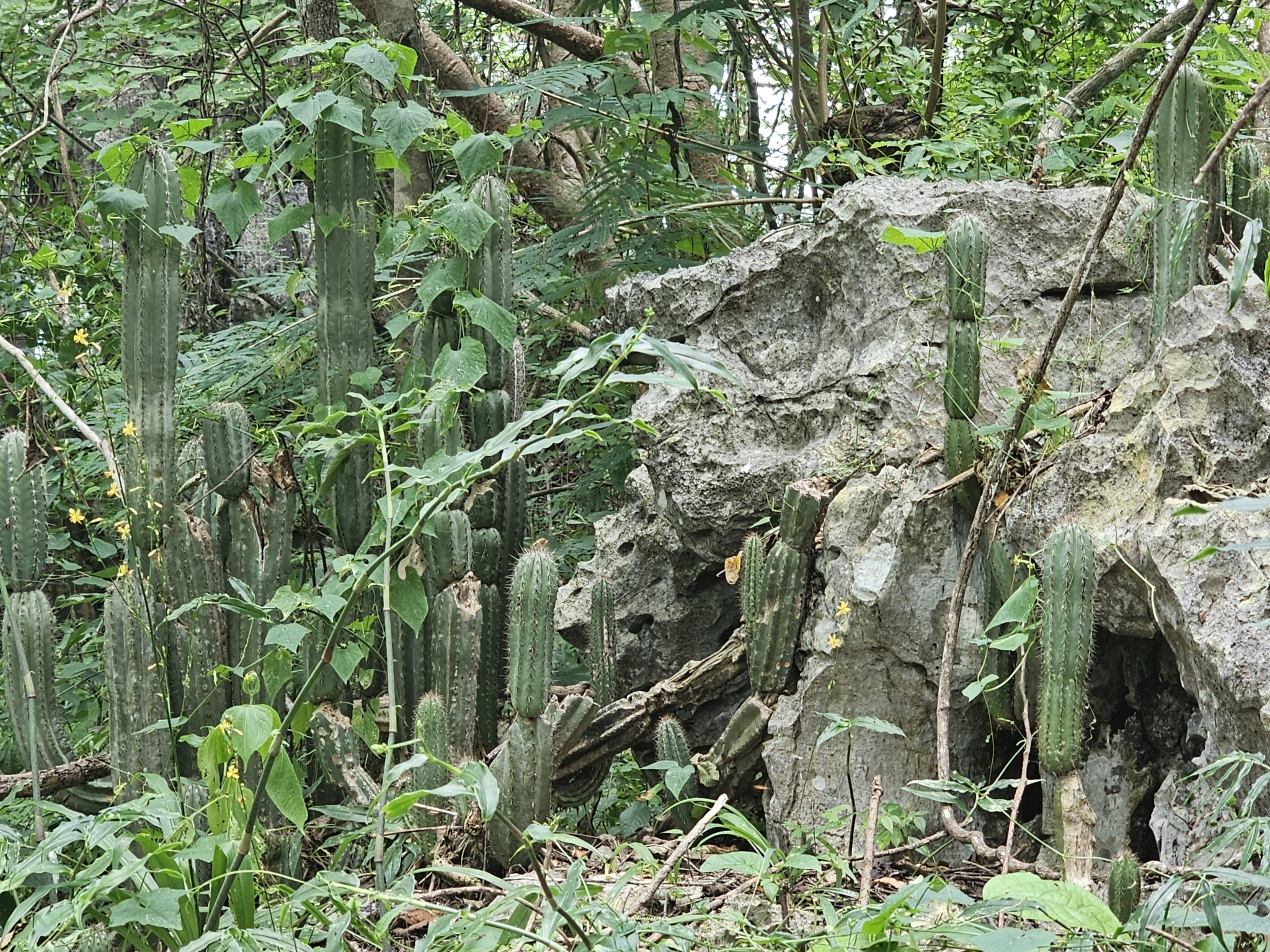
Porte de la planta
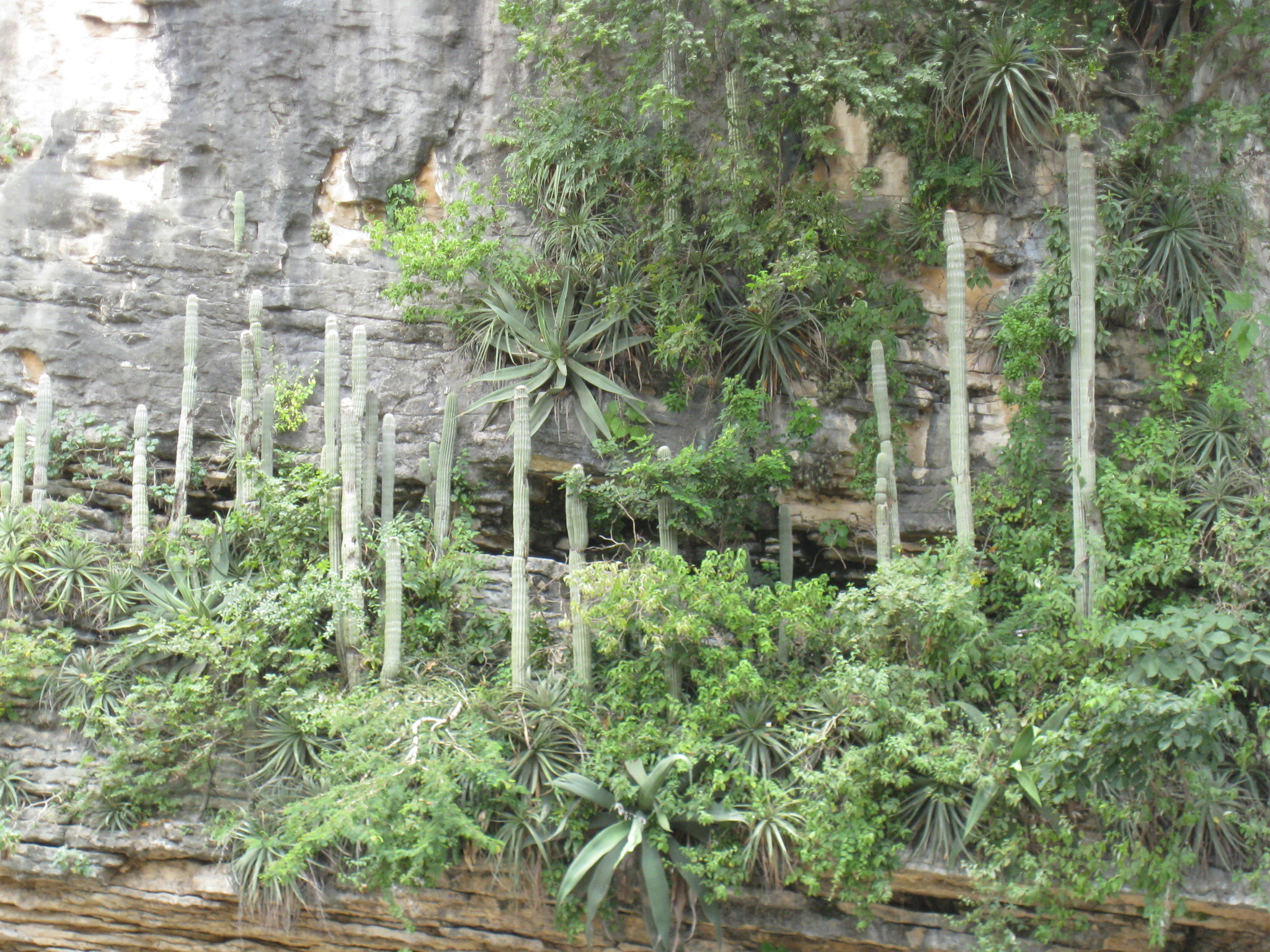
Planta en su hábitat
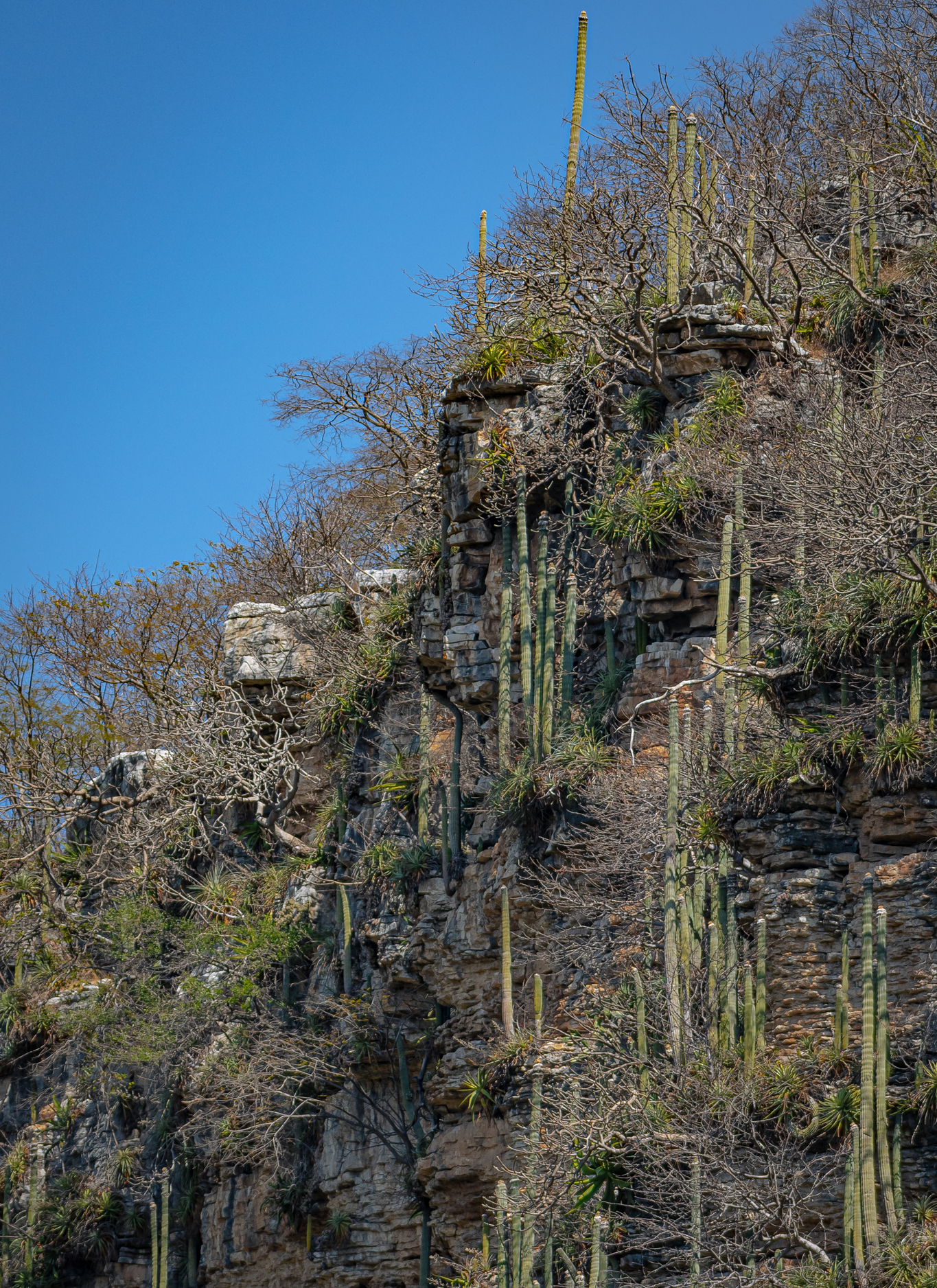
Planta en su hábitat
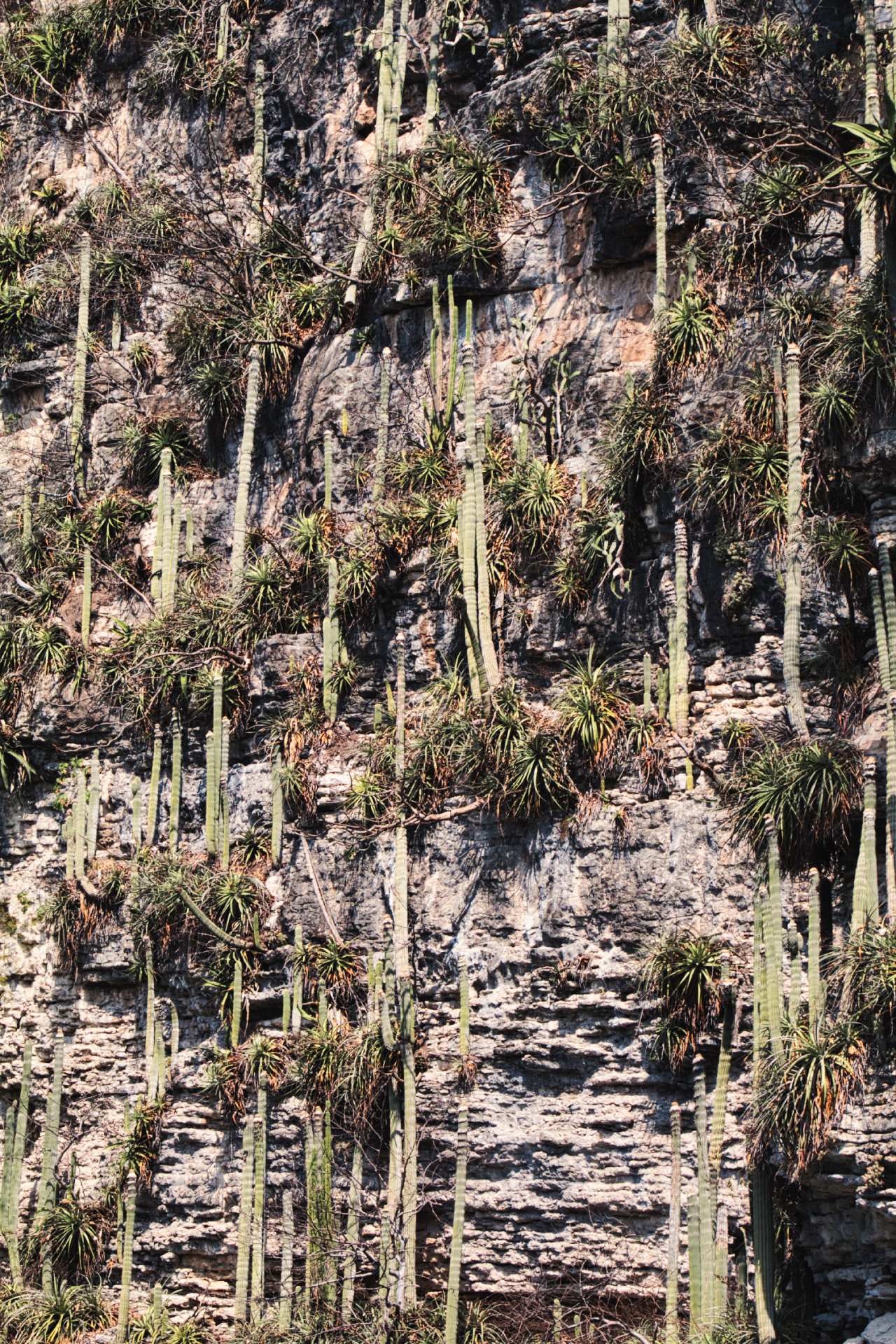
Planta en su hábitat